# Abertura (kommunhuvudort)
Abertura är en kommunhuvudort i Spanien.   Den ligger i provinsen Provincia de Cáceres och regionen Extremadura, i den centrala delen av landet, 220 km sydväst om huvudstaden Madrid. Abertura ligger 400 meter över havet och antalet invånare är 509.
Terrängen runt Abertura är huvudsakligen platt, men norrut är den kuperad.Runt Abertura är det glesbefolkat, med 12 invånare per kvadratkilometer. Närmaste större samhälle är Miajadas, 13,1 km sydväst om Abertura. Trakten runt Abertura består till största delen av jordbruksmark.